# Erzbischöfliche Akademische Bibliothek Paderborn
Die Erzbischöfliche Akademische Bibliothek Paderborn ist eine deutsche Kirchenbibliothek. Sie ist die Bibliothek der Theologischen Fakultät Paderborn sowie Diözesanbibliothek für das Erzbistum Paderborn. Direktor ist seit 1. August 2016 der promovierte Kunsthistoriker und diplomierte Theologe Hans-Walter Stork in der Nachfolge von Hermann-Josef Schmalor.

## Geschichte
Vorläufer der heutigen Bibliothek bilden zum einen die Bibliothek des Paderborner Domklosters, die kurz nach der Errichtung 799 für die Domschule errichtet wurde. Das älteste erhaltene Buch der Bibliothek, eine Pergamenthandschrift, datiert um 840 und entstammt der Bibliothek der Benediktinerabtei Corvey an der Weser.
Die Bestände der Domschule bildeten wiederum den Grundstock für die 1604 gegründete Kollegbibliothek der Jesuiten, aus der 1614 die Bibliothek der neu gegründeten Paderborner Universität (heute Theologische Fakultät Paderborn) hervorging. Die Universitätsbibliothek wurde 1773 nach Auflösung des Jesuitenordens zur Bibliothek der Philosophisch-Theologischen Lehranstalt und des Gymnasiums.
Zwischen 1874 und 1887 wurde infolge der Säkularisierung und Auseinandersetzungen zwischen der Katholischen Kirche und dem Preußischen Staat die Zusammenarbeit zwischen dem staatlichen Gymnasium und der kirchlichen Lehranstalt aufgehoben. Die Lehranstalt wurde geschlossen und der Lehrbetrieb erst 1887 als Philosophisch-Theologische Akademie wieder aufgenommen. Aufgrund der vorhergegangenen Erfahrungen begannen die Professoren einen eigenen Bücherbestand aus Privatmitteln anzulegen. Dieser bildete zusammen mit dem Bestand des Priesterseminars und des 1895 gegründeten Theologenkonvikts ab 1896 die Bischöfliche akademische Bibliothek, welche 1902 dem wissenschaftlichen Leihverkehr angeschlossen wurde. Altbestände, die in der Bibliothek des staatlichen Gymnasiums verblieben waren, konnten bis 1929 zurückgewonnen werden.
1930 wurde das Bistum Paderborn zum Erzbistum, so erfolgte auch die Umbenennung in Erzbischöfliche Akademische Bibliothek Paderborn. Verluste entstanden der Bibliothek durch die beiden Weltkriege. Ein Teil der Bestände musste aufgrund der Versailler Verträge an die Universitätsbibliothek Löwen abgegeben werden. Im März 1945 wurde zudem bei einem Bombenangriff ungefähr die Hälfte des damaligen Bestandes vernichtet und das Bibliotheksgebäude schwer beschädigt.

## Bestand
Der aktuelle Bestand umfasst rund 340.000 Bände (Stand 2022). Hierzu gehören 750 Inkunabeln, 1.100 Handschriften, davon ca. 140 mittelalterliche, 3.500 Urkunden aus dem 12. bis 18. Jahrhundert, 450 Karten, vorwiegend aus dem 17. bis 19. Jahrhundert sowie 7.000 Bände Heiligsprechungsprozesse. Besonders hervorzuheben sind im Inkunabelbestand ein halbes Pergamentblatt einer Gutenbergbibel sowie eine komplette niederdeutsche Kölner Bibel von 1477/78. Der Handschriftenbestand beginnt mit dem sogenannten Corveyer Evangeliar, das um das Jahr 840 verfasst wurde, und endet mit dem Abdinghofer Graduale, das im Jahre 1507 im Paderborner Benediktinerkloster entstand.
Außerdem ist die Erzbischöfliche Akademische Bibliothek Paderborn Lagerstätte des Archives des Vereins für Geschichte und Altertumskunde Westfalens, Abt. Paderborn e.V.